# Niacină
Niacina (denumită și acid nicotinic, sau după denumirea IUPAC: acid piridin-3-carboxilic) este o vitamină din grupa de vitamine B, fiind una dintre formele vitaminei B3, esențială pentru om. Niacina este introdusă în organism prin dietă, din diverse surse alimentare, precum: carne, pește roșu (ton, somon), nuci, legume și semințe.
Poate fi utilizată și ca supliment alimentar pentru tratamentul pelagrei, care este boala specifică cauzată de deficiența de niacină. Semnele și simptomele acesteia includ: leziunile cutanate și bucale, anemia, cefaleea și oboseala. În multe state, niacina se adaugă în făină pentru a reduce riscul instalării pelagrei. Denumirea alternativă de vitamină PP provine tocmai de la faptul că este o vitamină „pelagră-preventivă”.

## Rol
Niacina este vitală pentru sănătatea organismului pentru o perioadă mai lungă de timp . De asemenea este un bun adjuvant împotriva îmbătrânirii și apariției semnelor de îmbătrânire și ajută procesele genetice ale celulelor din organism. Reglează nivelul zahărului din sânge (glicemie) și luptă împotriva colesterolui, a bolii Alzheimer.

## Utilizarea în medicină
Niacina se utilizează la prevenirea/lecuirea:
- Pelagră;
- Dermatite;
- Nivelului înalt al colesterolului;
- Dureri de cap;
- Depresii/ boli psihice slabe.